# 庆远路
庆远路，中国古代行政区划名。元至元十六年（1279年）自庆远府改置。治宜山县（今广西宜州区）。大德元年（1297年）改置为庆远南丹溪洞等处军民安抚司。